# Saint-Gervais-sur-Couches
 Saint-Gervais-sur-Couches  es una población y comuna francesa, en la región de Borgoña, departamento de Saona y Loira, en el distrito de Autun y cantón de Épinac.

## Demografía
| 290 | 248 | 246 | 223 | 199 | 195 | 202 | 206 | 206 |
| Para los censos de 1962 a 1999 la población legal corresponde a la población sin duplicidades (Fuente: INSEE [Consultar]) |     |     |     |     |     |     |     |     |